# Eurybelodon
Eurybelodon (лат.) — вымерший род хоботных из семейства Amebelodontidae, обитавших в кларендонском веке миоцена.

## Этимология
Родовое название обарзовано от др.-греч. eury — широкий, и др.-греч. belodon — передний зуб. Видовое название типового вида дано в честь Джехескеля Шошани, внёсшего значительный вклад в изучение хоботных.

## Таксономия
Типовой вид Eurybelodon shoshanii известен по частичному верхнему бивню, найденному в потухшем стратовулкане Блэк-Бьютт, штат Орегон, США, в 1963 году. Изнчально отнесён к роду платибелодон (Platybelodon), но в 2016 году выделен в отдельный род после обнаружения ключевых морфологических отличий от других Amebelodontidae. Изначально Eurybelodon классифицировали в семействе гомфотериевых (Gomphotheriidae) наряду с платибелодоном и Amebelodon, но позднее подсемейство Amebelodontinae повысили до ранга отдельного семейства.